# Persone di cognome Lin
| Questa pagina contiene informazioni ricavate automaticamente dalle voci biografiche con l'ausilio del template Bio e di un bot. L'aggiornamento è periodico e automatico e ricostruisce completamente la pagina. Se manca una persona in questa lista, sei pregato di non aggiungerla, ma accertati piuttosto che la sua voce biografica contenga il template Bio e che i dati anagrafici siano correttamente compilati. Se il template Bio manca, inseriscilo tu stesso o, in alternativa, metti l'avviso {{tmp\|Bio}} che ne segnala la mancanza. Se i dati riportati sono sbagliati, correggi direttamente la voce biografica; le modifiche saranno visibili in questa lista entro pochi giorni. Per chiarimenti vedi il progetto antroponimi. La lista contiene solo le 56 persone che sono citate nell'enciclopedia e per le quali è stato implementato correttamente il template Bio. Pagina aggiornata al 23 lug 2025. |

Questa è una lista di persone presenti nell'enciclopedia che hanno il cognome Lin, suddivise per attività principale.

## Ammiragli(1)
- Lin Jianzhang, ammiraglio e politico cinese (Fuzhou, n. 1874 - † 1940)

## Arciere(1)
- Lin Shih-chia, arciera taiwanese (n. 1993)

## Artisti(1)
- Michael Lin, artista taiwanese (Taipei, n. 1964)

## Artisti marziali(1)
- Lin Kai Ting, artista marziale cinese (Pechino, n. 1958)

## Astronomi(2)
- Lin Hongqin, astronomo taiwanese
- Lin Qisheng, astronomo taiwanese (n. 1964)

## Attori(2)
- Jimmy Lin, attore, cantante e pilota automobilistico taiwanese (Taipei, n. 1974)
- Ludi Lin, attore e artista marziale cinese (Fuzhou, n. 1987)

## Attrici(3)
- Brigitte Lin, attrice taiwanese (Taipei, n. 1954)
- Lin Dai, attrice cinese (Guilin, n. 1934 - Hong Kong, † 1964)
- Lin Yun, attrice cinese (Huzhou, n. 1996)

## Attrici pornografiche(1)
- Eva Lin, ex attrice pornografica filippina (Manila, n. 1985)

## Calciatori(3)
- Lin Lefeng, ex calciatore cinese (Liaoning, n. 1955)
- Lin Liangming, calciatore cinese (Shantou, n. 1997)
- Lin Qiang, ex calciatore cinese (n. 1960)

## Cantanti(2)
- Ariel Lin, cantante e attrice taiwanese (Taipei, n. 1982)
- JJ Lin, cantante e attore singaporiano (Singapore, n. 1981)

## Cestiste(3)
- Lin Chi-wen, ex cestista taiwanese (Chiayi, n. 1983)
- Lin Hui-mei, ex cestista taiwanese (Taitung, n. 1981)
- Lin Meei-shiou, ex cestista taiwanese (n. 1961)

## Cestisti(1)
- Amos Lin, cestista e allenatore di pallacanestro israeliano (Mishmar HaEmek, n. 1933 - † 2020)

## Fisiche(1)
- Lin Lanying, fisica e ingegnere cinese (Putian, n. 1918 - † 2003)

## Generali(1)
- Lin Biao, generale, politico e scrittore cinese (Huanggang, n. 1907 - Ôndôrhaan, † 1971)

## Ginnasti(1)
- Lin Chaopan, ginnasta cinese (Jinjiang, n. 1995)

## Giocatori di badminton(2)
- Lin Dan, ex giocatore di badminton cinese (Longyan, n. 1983)
- Lin Ying Xiang, giocatore di badminton australiano (n. 1999)

## Giocatori di baseball(2)
- Lin Chao-Huang, ex giocatore di baseball taiwanese (Taipei, n. 1969)
- Lin Kun-Han, ex giocatore di baseball taiwanese (n. 1968)

## Goisti(1)
- Lin Junyan, goista taiwanese (n. 1997)

## Mezzofondiste(1)
- Lin Na, mezzofondista cinese (n. 1980)

## Nuotatrici(3)
- Lin Li, ex nuotatrice cinese (Nantong, n. 1970)
- Lin Yanhan, sincronetta cinese (n. 2002)
- Lin Yanjun, sincronetta cinese (n. 2002)

## Pallavoliste(1)
- Lin Li, pallavolista cinese (Fuzhou, n. 1992)

## Pattinatrici di short track(1)
- Lin Yue, pattinatrice di short track cinese (Changchun, n. 1994)

## Pittori(1)
- Fang Ganmin, pittore cinese (Meixian, n. 1906 - † 1984)

## Politici(3)
- Lin Chuan, politico taiwanese (Kaohsiung, n. 1951)
- Lin Sen, politico cinese (Fuzhou, n. 1868 - Chongqing, † 1943)
- Lin Zexu, politico cinese (Houguan, n. 1785 - Chao'an, † 1850)

## Produttori cinematografici(1)
- Dan Lin, produttore cinematografico taiwanese (Taipei, n. 1973)

## Pugili(1)
- Lin Yu-ting, pugile taiwanese (Nuova Taipei, n. 1995)

## Registi(1)
- Justin Lin, regista, produttore cinematografico e produttore televisivo taiwanese (Taipei, n. 1971)

## Schermitrici(1)
- Lin Sheng, schermitrice cinese (Fuzhou, n. 1994)

## Scrittori(2)
- Lin Shu, scrittore, letterato e traduttore cinese (Fuzhou, n. 1852 - Pechino, † 1924)
- Lin Yutang, scrittore, traduttore e saggista cinese (Banzai, n. 1895 - Hong Kong, † 1976)

## Scrittrici(2)
- Lin Bai, scrittrice, poetessa e sceneggiatrice cinese (Beiliu, n. 1958)
- Chun Shu, scrittrice e poetessa cinese (Shandong, n. 1983)

## Sollevatori(2)
- Lin Qingfeng, sollevatore cinese (Fujian, n. 1989)
- Lin Qisheng, ex sollevatore cinese (n. 1971)

## Sollevatrici(1)
- Lin Weining, sollevatrice cinese (n. 1979)

## Tennistavoliste(1)
- Lin Ye, tennistavolista singaporiana (Zhangjiajie, n. 1996)

## Tennistavolisti(1)
- Lin Gaoyuan, tennistavolista cinese (Shenzhen, n. 1995)

## Tuffatori(1)
- Lin Yue, tuffatore cinese (Chaozhou, n. 1991)

## Violinisti(1)
- Cho-Liang Lin, violinista taiwanese (Hsinchu, n. 1960)

## Senza attività specificata(2)
- Lin Huiyin, architetta, storica dell'architettura e scrittrice cinese (Hangzhou, n. 1904 - † 1955)
- Lin Sang, ex arciera cinese (Putian, n. 1977)